# Меженін Антон Сергійович
Анто́н Сергі́йович Меже́нін (нар. 20 травня 1982, м. Харків, УРСР) — український театральний режисер, продюсер, театральний менеджер (організація гастрольних турне провідних колективів та зірок), педагог, переможець міжнародних фестивалів: «Схід – Захід», «Мельпомена Таврії», «Чехов Фест», «Феєрія Дніпра» та інших.
Головний режисер Сумського обласного академічного театру драми та музичної комедії ім. Михала Щепкіна (2015–2018), Дніпровського академічного театру драми і комедії (з серпня 2021 року).

## Життєпис

### Освіта
Закінчив акторський факультет Харківського національного університету культури ім. Івана Котляревського, а потім режисерський факультет Київського національного університету театру, кіно і телебачення ім. Івана Карпенка-Карого (майстерня Костянтина Дубініна).

### Родина
З 2010 по 2021 роки був одружений із Алією Байтеновою (нар. 1988), українською сценографкою, художницею по костюмах, графіком, акварелісткою. 2011 року у подружжя народилася донька Аліса.

## Робота у театрі

### Харківський період
З 2003 до 2005 року – актор у Харкові (роль Акелла у виставі «Мауглі», реж. Олександр Драчов у Харківському театрі для дітей та юнацтва тощо). Працював у сфері шоу-бізнесу: компанії «Майстер шоу», київський «Квартал концерт», режисер масових заходів харківського «Нового формату»). Ставив вистави приватним театрам – «Лоліта», «Сублімація кохання», «Дев'ять життів Едіт Піаф» та інші.
Серед помітних робіт цього періоду у «Харківському Відкритому Театрі» стала біографічна вистава про життя Едіт Піаф, на роль якої було запрошено співачку та акторку Мирославу Філіпович; моновистава «Оскар і Рожева пані» за романом Еріка-Емманюеля Шмітта, яку Антон Меженін поставив на акторку Харківського академічного українського драматичного театру ім. Тараса Шевченка Майю Струннікову. Театрознавиця Майя Гарбузюк відмічає: «Хлопчакувата завзятість, психологічні злами, відчайдушні виплески енергії, поступова втома, нетутешній мудрий спокій: її <Майї Струннікової> «Оскар» – це віртуозне лицедійство та глибоко особиста сповідь водночас, збудовані на великій внутрішній силі та яскравій індивідуальності актриси». На II Міжнародному фестивалі театрів ляльок «І люди, і ляльки» (Львівський театр естрадних мініатюр «І люди, і ляльки») організаторам вдалося зібрати одразу три сценічних версій романа «Оскар і рожева пані». Поряд із роботами Михайла Урицького (Київський муніципальний академічний театр ляльок) та Олексія Кравчука (Львівський Перший український театр для дітей та юнацтва) свою моновиставу представив й Антон Меженін.

### Сумський період

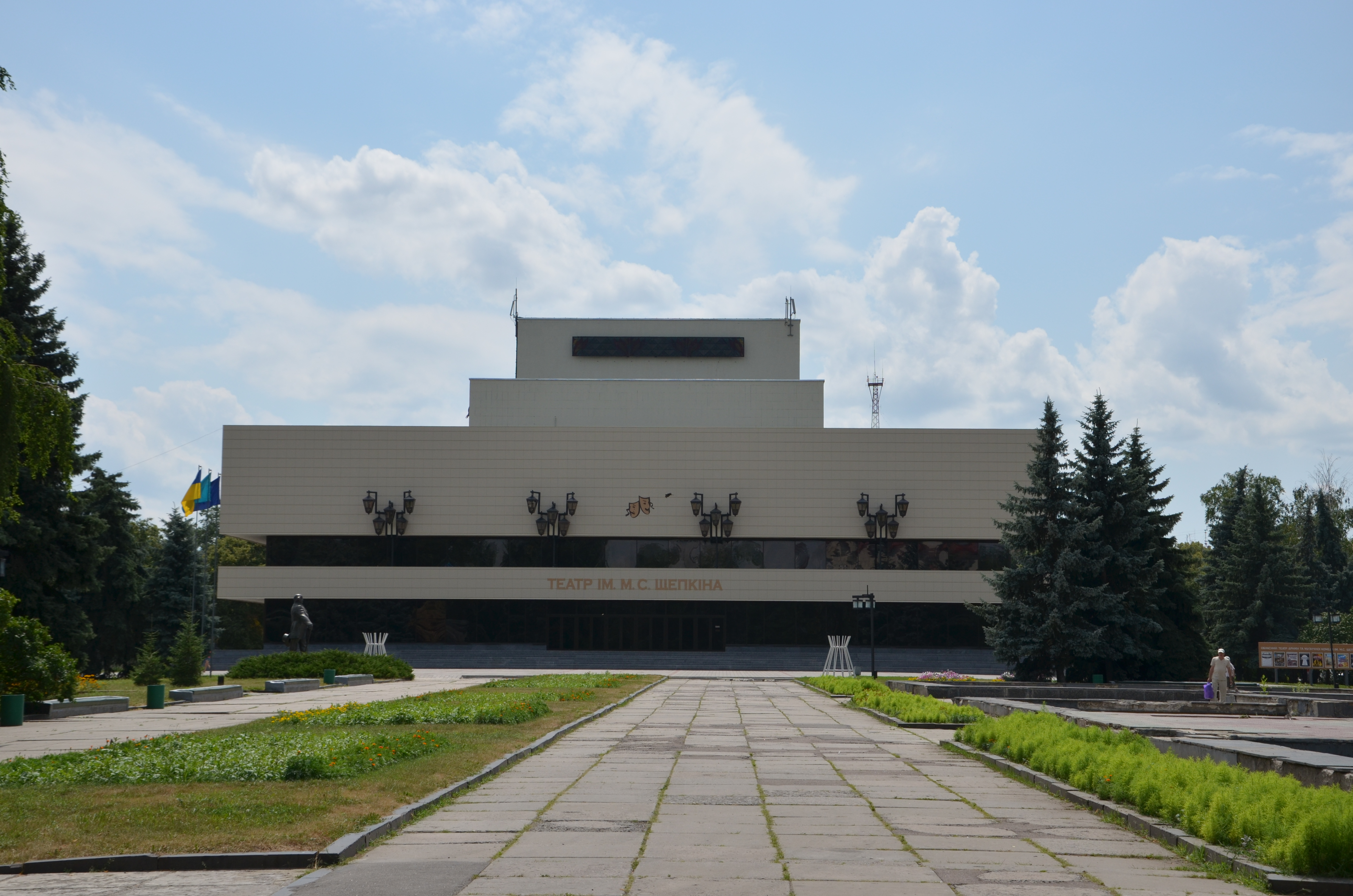
Сумський обласний академічний театр драми та музичної комедії ім. Михайла Щепкіна

У 2015 році обійняв посаду головного режисера Сумського обласного академічного театру драми та музичної комедії ім. Михайла Щепкіна де працював до 2017 року. Першою прем'єрою на позиції головного режисера представив роботу «Хто винен» за твором «Безталанна» Івана Карпенка-Карого. За час його роботи у театрі з'явилися вистави як класичної української драми, так і авангардні постановки. Пластичний перформанс «Шинель» за однойменною повістю Миколи Гоголя став всеукраїнською візитівкою Сумського театру ім. Михайла Щепкіна. Для постановки вистави «Подкольосін» Меженін запросив київського режисера та свого викладача Костянтина Дубініна.
2018 року переїхав до Києва, де співпрацював із «Квартал концертом» (разом із Остапом та Дмитром Ступками випустив виставу «Косметика ворога», яка стала бенефісом Остапа Ступки). Як запрошений режисер випустив виставу за власною інсценівкою однойменного роману «Мати все» Люко Дашвар на сцені Чернігівського обласного академічного українського музично-драматичного театру ім. Тараса Шевченка. Продовжує співпрацювати й із Сумським театром ім. Михайла Щепкіна – у травні 2021 року втілив постановку вистави за п'єсою «Афінські вечори» Петра Гладиліна.

### Дніпровський період

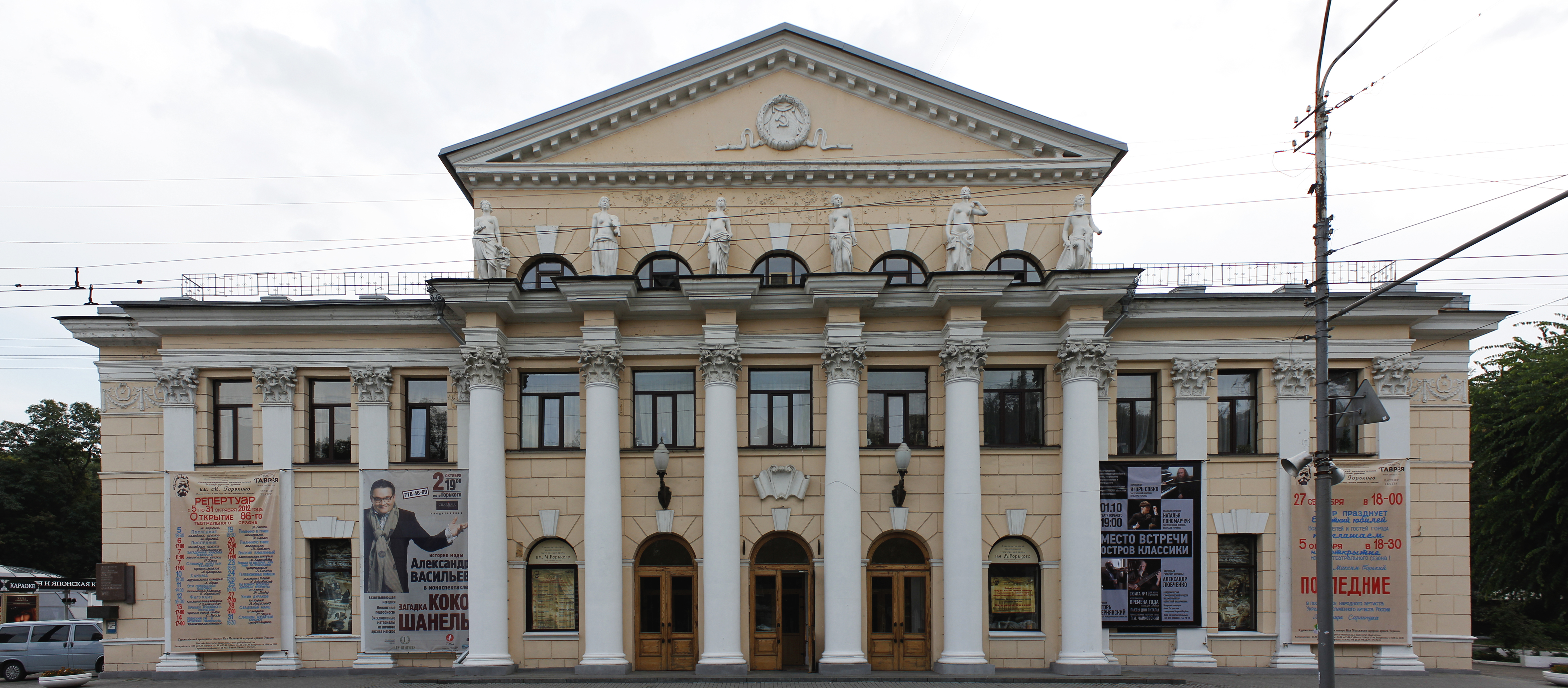
Дніпровський академічний театр драми і комедії

Як запрошений режисер на сцені Дніпровського академічного театру драми і комедії поставив виставу «Revizor» за п'єсою «Ревізор» Миколи Гоголя. Разом із художницею Ольгою Турутею-Прасоловою реалізували художнє рішення у вигляді ферми, смітника, наслідуючи лист Гоголя, в якому чиновники згадуються як коні, свині тощо («Городничий – глуп, как сивый мерин, Земляника – как свинья в ермолке»). Після прем'єри «Ревізора», яка відбулася 3 липня 2019 року, випустив виставу «Спальня Сальвадора» за п'єсою «Сублімація кохання» Альдо де Бенедетті.
У серпні 2021-го переміг у конкурсі на посаду головного режисера цього театру, де й працює станом на листопад 2023 року. У тандемі іх директором-художнім керівником Сергієм Мазаним переосмислюють завдання Дніпровського театру драми і комедії, який багато років до того був стилістично спрямований на московський Малий Театр. Творча програма головного режисера складається із завдань збалансування трупи, забезпечення рівномірної зайнятості, підняті рівня режисури, сценографії та переходу від «традиційного театру» до театру сьогоднішнього у розумінні актуальної естетики та способу існування акторів на сцені.
Під час російського вторгнення в Україну поставив виставу «Всупереч», п'єсу для якої драматургиня Юліта Ран зібрала в єдине ціле з чотирьох документальних уривків із п’єс «Садити яблуні» Ірини Гарець, «Руський Воєнний» Ігоря Білиця, «Коти-біженці» Людмили Тимошенко та Марини Смілянець та «Я норм» Ніни Захоженко, пов'язавши їх «статистикою» 54 воєн, розв'язаних Росією за останні чотири століття. До роботи над виставою було залучено хореографа, фіналіста телевізійного шоу «Танцюють всі!» Євген Карякін. Прем’єра, яка відбулася у жовтні 2022 року, мистецтвознавиця Ольга Стельмашевська назвала «лінією Маннергейма» – візуально-пластичною і звуковою стіною, яку знайшов театр «Драміком» для «запобігання проникненню тиші в нашу реальність»; театральна критикиня Ганна Веселовська відмічає, що «режисер-постановник Антон Меженін у Дніпрі тяжіє до піднесеної символізації реалій війни і нашого спротиву, які представляє через рух, кольори, силуети, світло, окремі пластичні сцени, використовуючи стилістику архаїчних і фольклорних дійств». У вересні 2023 року випустив роботу «Люче і Фелікс» за п'єсою «Люче ковзає» Лаури Черняускайте, прем'єрі якої свого часу завадило широкомасштабне вторгнення.
Стратегія розвитку театру «Драміком» охоплює у тому числі й роботу із сучасною драматургією. Проводяться читання свіжонаписаних текстів, до режисури яких долучається й головний режисер – в рамках «Марафону сучасної драми» від НСТДУ Антон Меженін у лютому 2023 року представив текст «Бабуня з дідунею займаються сексом» Поліни Положенцевої.

## Театральний менеджмент

### Продюсування
Після зустрічі із Алією Байтеновою, яка на той момент працювала дизайнеркою, запропонував їй спільну роботу над виставою. Перша робота поклала початок тривалому творчому союзу режисера Меженіна із художницею Байтеновою. Згодом сприяв її роботі із режисером Костянтином Дубініним та працював над знаністю її робіт на всеукраїнському рівні.
Будучи художнім керівником Сумського обласного академічного театру драми та музичної комедії ім. Михайла Щепкіна, працював над популяризацією та медійністю його акторів. Зокрема запросив до театру кастинг директора Аллу Самойленко, яка шукала нових облич для кіно. Так отримав свою першу кінороль актор Сергій Медін – роль Іллі у стрічці «Мати Апостолів» режисера Зази Буадзе.
У складі компанії «Квартал-Концерт» займався такими проєктами, як всеукраїнські гастрольні тури Національного театру ім. Івана Франка.

### Викладацька діяльність
По переїзду до Києва, викладав акторську майстерність у Київському національному університеті культури і мистецтв. Викладає у Дніпровському театрально-художньому коледжі на режисерському курсі.

## Режисерські роботи в театрі
Перелік робіт наведено за каталогом порталу «Театральна риболовля».
Харківський відкритий театр
- 2007, 16 квітня — «Сублімація любві» Альдо де Бенедетти (перша редакція вийшла 16 квітня 2007, друга – 20 травня 2010)[26]
- 2009, жовтень — «9 життів Едіт Піаф» Антона Меженіна та Олега Дидика за мотивами книги «Моє життя» Едіт Піаф[6]
- 2010 — «Лоліта» за мотивами однойменного роману Володимира Набокова[27][28]
- 2015, 4 березня — «Оскар та Рожева пані» за однойменним романом Еріка-Емманюеля Шмітта

Миколаївський академічний художній російський драматичний театр
- 2012, 27 березня — «Вірна дружина» Сомерсет Моема[29]
- 2017, 21 грудня — «Коляда у місті N» Антона Меженіна за мотивами повісті Миколи Гоголя

Перший луганський недержавний театр
- 2013, 10 жовтня — «Одруження» за однойменною п'єсою[ru]» Миколи Гоголя

Донецький ТЮГ (м. Макіївка)
- 2014, 1 лютого — «Наташина мрія» Ярослави Пулінович

Сумський обласний академічний театр драми та музичної комедії імені М. С. Щепкіна
- 2015, 22 жовтня — «Хто винен?» за п'єсою «Безталанна» Івана Карпенка-Карого[30][31][32]
- 2015, 18 грудня — «Бешкетниця Пеппі» Ганни Цибань за мотивами повісті «Пеппі Довгапанчоха» Астрід Ліндґрен
- 2016, 8 липня — «Ромео за викликом» Андрія Іванова
- 2016, 20 червня — «Чарівні мандри» за мотивами книжок Івана Малковича
- 2017, 11 травня — «Гамлет» за п'єсою Вільяма Шекспіра (український переклад Юрія Андруховича[33][15][2][34]
- 2018, 20 січня — «Відключені» за п'єсою «Спостерігач» Моріса Панича[35]
- 2021, 26 травня — «Афінські вечори» Петра Гладіліна[ru][36]

«Квартал-Концерт»
- 2018, 1 березня — «Косметика ворога» Амелі Нотомб[37][38][39][40][41]

Чернігівський обласний академічний український музично-драматичний театр імені Тараса Шевченка
- 2020, 27 лютого — «Мати все» Люко Дашвар[42][43][11]

Київський академічний театр «Актор»
- 2021, 6 червня — «Оркестр» Жана Ануя

Дніпровський академічний театр драми і комедії
- 2018, 3 липня — «Ревізор» за однойменною п'єсою Миколи Гоголя[11]
- 2019, 13 жовтня — «Спальня Сальвадора» за п'єсою «Сублімація кохання» Альдо де Бенедетті[44][45]
- 2021 — «Новорічні пригоди геймерів» Юліти Ран[46]
- 2022, 15 жовтня — «Всупереч» Юліти Ран[47][48][19][49][50]
- 2023, 23 вересня — «Люче і Фелікс» за п'єсою «Люче ковзає» Лаури Черняускайте (мала сцена)[51]

## Участь у фестивалях
- 2010 — Міжнародний відкритий театральний конкурс, фестиваль «Homo Ludens» (м. Миколаїв) — вистава «Лоліта» (Харківський відкритий театр)
- 2011 — Міжнародний театральний фестиваль-форум «Театрон» (м. Харків) — вистава «9 життів Едіт Піаф» (Харківський відкритий театр)
- 2016 — Міжнародний театральний онлайн фестиваль «І люди, і ляльки» — вистава «Оскар і Рожева пані» (Харківський відкритий театр)
- 2016 — Фестиваль «Класика сьогодні» (м. Кам'янське) — вистава «Хто винен?» (Сумський театр ім. Михайла Щепкіна)[52]
- 2017 — Національний мистецький фестиваль «Кропивницький» (м. Кропивницький) — вистава «Хто винен?» (Сумський театр ім. Михайла Щепкіна)[53]
- 2018 — Міжнародний фестиваль «Слов'янські театральні зустрічі» (м. Чернігів) — вистава «Оскар і рожева пані» (Харківський відкритий театр)
- 2018 — XX Міжнародний театральний фестиваль «Мельпомена Таврії» (м. Херсон) — вистава «Хто винен?» (Сумський театр ім. Михайла Щепкіна)
- 2018 — «Феєрія Дніпра» — вистава «Хто винен?» (Сумський театр ім. Михайла Щепкіна)
- 2019 — ІІ Всеукраїнський театральний фестиваль «СвітОгляд» (м. Сєвєродонецьк) — вистава «Ревізор» (Дніпровський академічний театр драми і комедії)[11]
- 2019 — III AndriyivskyFest.UkrainianFormat (2018–2019) (Київський академічний театр «Колесо») — вистава «Відключені» (Сумський театр ім. Михайла Щепкіна) — відзнака «За краще сценографічне рішення» (художниця Алія Байтенова)[54]
- 2019 — Міжнародний фестиваль українського театру «Схід – Захід» (м. Краків, Польща) — вистава «Відключені» (Театр драми та музичної комедії ім. Михайла Щепкіна) — краща драматична вистава[55][13]
- «Чехов Фест»

## Акторська фільмографія
- 2006 — Золоті хлопці–2
- 2007 — Опер Крюк
- 2009 — Турфірма (19-а серія)
- 2009 — Повернення Мухтара-5 — Павловський